# 何東昌
何 東昌 （か とうしょう、ホー・ドンチャン、1923年4月 - 2014年1月23日）は中華人民共和国の政治家。中華人民共和国教育部部長を務めた。
1947年に中国共産党入党。文化大革命期の1973年には遅群に批判される。1977年、清華大学党委によって名誉回復。清華大学党委副書記、副校長を経て、1982年から教育部長、1985年から中華人民共和国国家教育委員会副主任（主任：、李鵬、李鉄映）。
1989年に起きた天安門事件では、保守派の一員として趙紫陽と対立する。趙紫陽が5月4日にアジア開発銀行理事会総会で「学生たちの理にかなった要求を民主と法律を通じて満たさなければならない」「わが国の法制度の欠陥と民主的監察精度の不備が腐敗をはびこらせてしまった」などと演説した。これは趙の秘書でありブレーンの鮑彤が起草したもので、政治局常務委員会や党中央書記処に見せることなく発表した。
これに対し、何東昌は「趙紫陽の講話は四・二六社説の精神と一致せず、一部の講話は彼個人の意見だ」と各大学党委書記会議で口にした。趙紫陽は「副主任が大胆にも私の講話を否定するからには背後がある」と後に語ったが、陳希同北京市長（当時）も同様の指摘を趙本人にしており、保守派には柔軟路線に転換したこの演説に対して強い抵抗感があったことを示している。
1993年より全国政治協商会議常務委員会委員。第12期、第13期中央委員。
2014年1月23日、91歳で死去。

## 外部サイト
- 公式サイト